# Новоникольск (Екатерининское сельское поселение)
Новоникольск — упразднённая деревня в Тевризском районе Омской области России. Входила в состав Екатерининского сельского поселения. Исключена из учётных данных в 1999 году.

## География
Деревня находилась на левом берегу реки Мисс, на расстоянии примерно 25 километров (по прямой) к северо-западу от села Екатериновка и 40 км к северо-востоку от районного центра — Тевриза.

## История
Основана в 1900 г. По данным 1928 года село Ново-Никольское состояло из 51 хозяйства. В административном отношении являлось центром Ново-Никольского сельсовета Тевризского района Тарского округа Сибирского края.

## Население
По данным переписи 1926 года в селе проживало 259 человек (128 мужчин и 131 женщина), основное население — белоруссы.

## Хозяйство
По данным на 1991 г. деревня являлась бригадой колхоза «Путь большевика».